# 東涌天主教學校 (小學)
東涌天主教學校（英語：Tung Chung Catholic School），為一組由天主教香港教區舉辦的中、小學，於2000年創校，位於東涌逸東邨。此校的中、小學部互相結為「一條龍學校」，而兩者校舍相鄰。

## 歷史
為配合東涌新市鎮的發展，加上響應政府推行「一條龍學校」的政策，天主教香港教區於1999年申辦此校，而該申請於同年8月獲得受理。至2000年，此校中、小學部借用尚未開辦的靈糧堂怡文中學校舍創校，翌年隨中學部校舍完工而遷入現址。在2003年前，由於只有中學部校舍，中、小學部所有級別都要在同一校舍內上課。
而在學校開辦前夕，毗鄰的小學部校舍申請亦獲受理。按照最初的計劃，小學部將於2002年4月完工，但最後工程延誤一年才完成。至此，中、小學部的校舍均已落成，而小學部各級亦首次可於獨立校舍上課。

## 學校設施
此校小學部為一所早期型千禧校舍，設有30間課室及各種特別室，並毗鄰較早落成的中學部。
小學部校舍屬於逸東邨（東涌31區第五期）工程合約的一部分，連同同一期數的住宅大廈外觀由劉榮廣伍振民建築師事務所設計，有利建築承建，於2003年完工。

### 校舍圖集

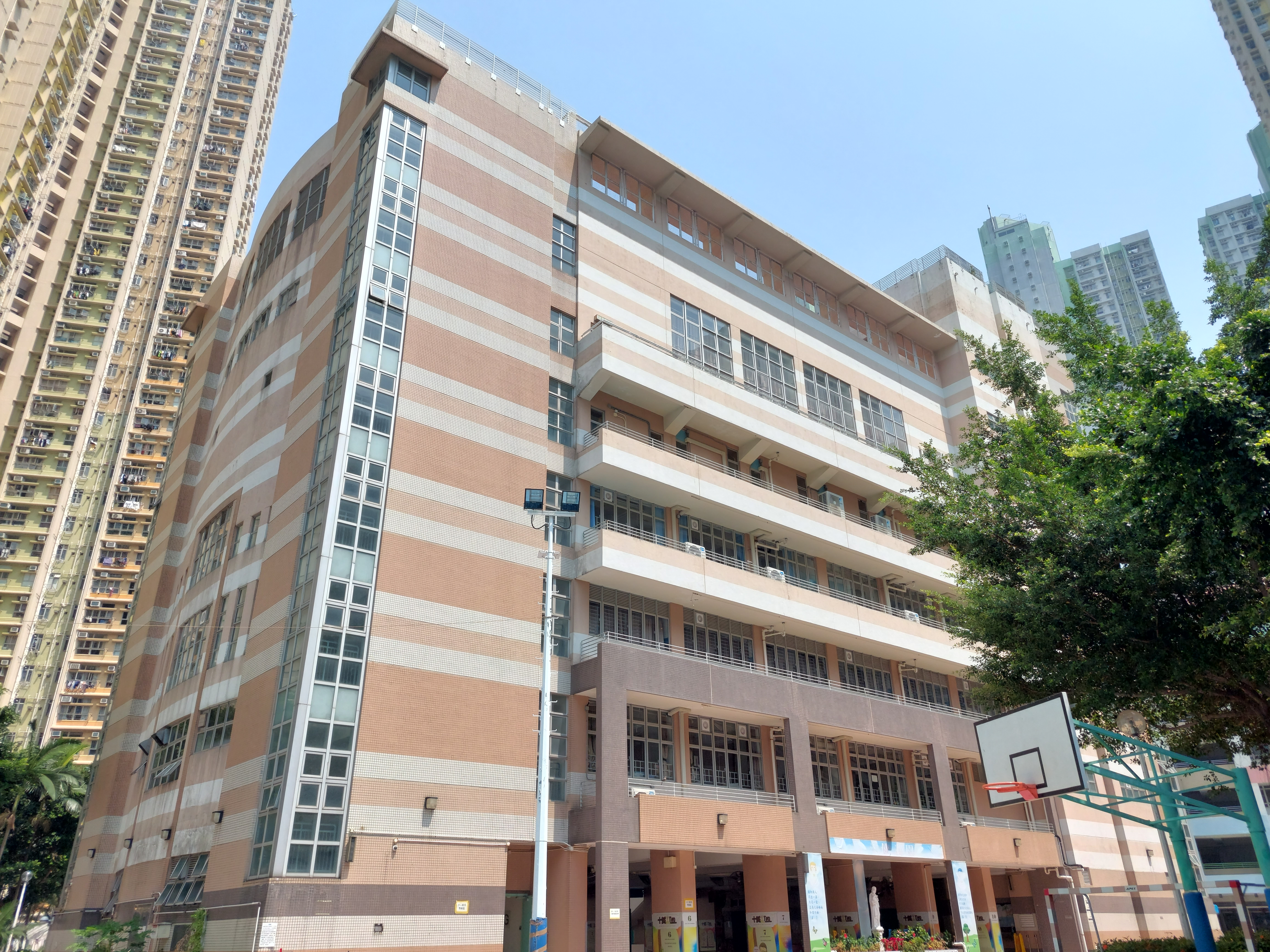
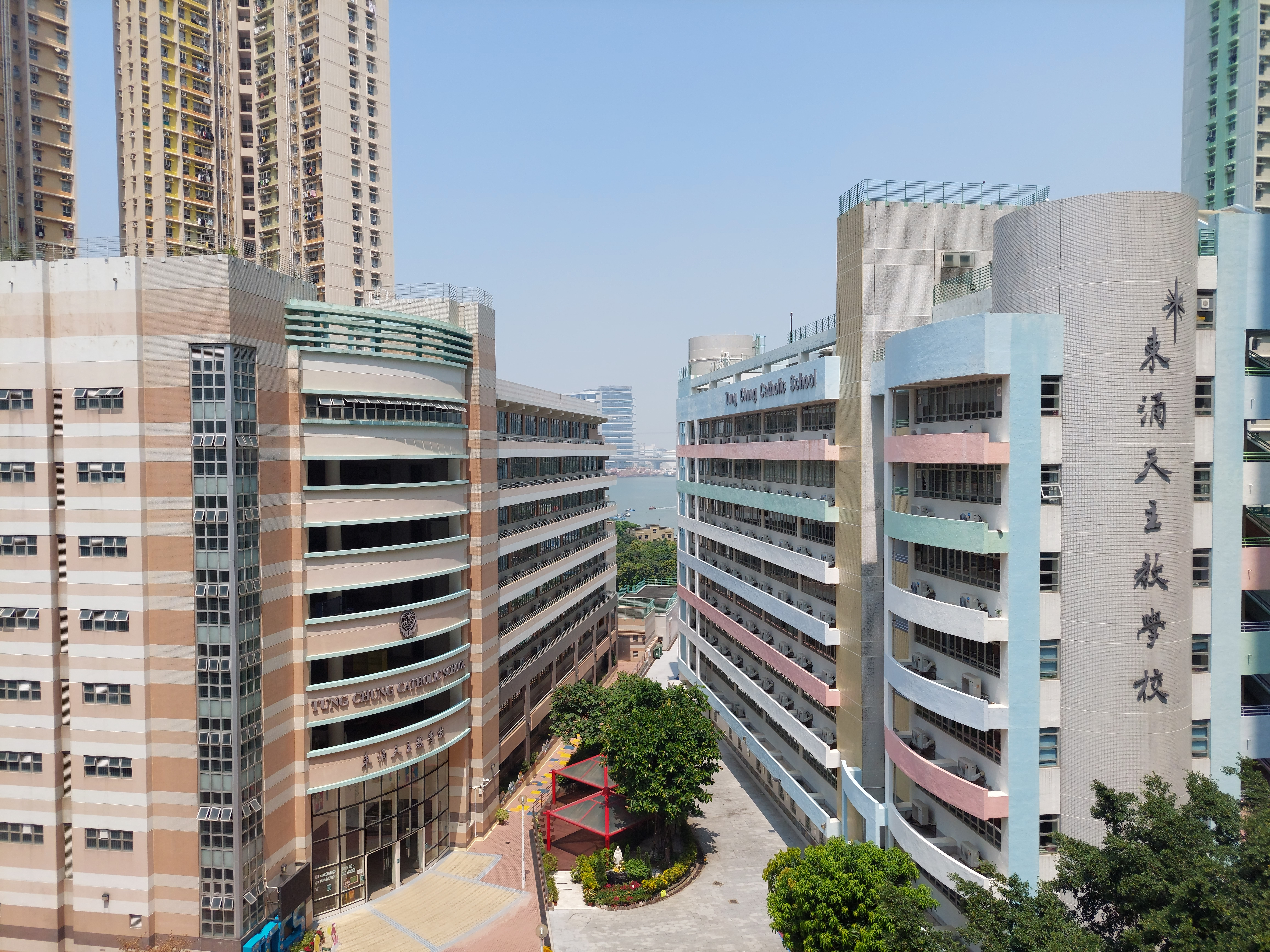

## 歷屆校長
此校的中、小學部各自設有一名校長，不設總校長一職。以下僅列出歷任小學部校長：
- 黃群英女士（2000—2009）
- 馮立榮先生（2010—2014）
- 盧淑儀女士（2014—2018）
- 陳珮珊女士（2018—）

## 校歌
東涌天主教學校歌曲與詞由陳以誠先生創作。

## 著名/傑出校友
- 夏鼎泉 (米爺)[7]：香港著名Youtube組合JFFT[8]成員。[9]

## 外部連結
- 東涌天主教學校 (小學) （页面存档备份，存于）

1. ↑  . 東涌天主教學校. 2021-09  [2022-09-14]. （原始内容存档于2022-09-14）.
2. ↑   (PDF).   [2021-04-12]. （原始内容存档 (PDF)于2019-10-19）.
3. ↑  . 東涌天主教學校. 2010: 6-7.
4. ↑   (PDF).   [2021-04-12]. （原始内容存档 (PDF)于2019-10-19）.
5. ↑  .   [2021-04-12]. （原始内容存档于2021-04-11）.
6. ↑  .   [2021-04-12]. （原始内容存档于2019-11-02）.
7. ↑  . www.instagram.com.   [2022-09-07]. （原始内容存档于2022-09-07）.
8. ↑  . www.youtube.com.   [2022-09-07]. （原始内容存档于2022-09-07）.
9. ↑  ,   [2022-09-07], （原始内容存档于2022-09-08） （中文（中国大陆））